# Zamek Habsburg
Zamek Habsburg (niem. Schloss Habsburg lub Habichtsburg) – średniowieczna podwójna warownia obronna wzniesiona w XI–XIV w. w miejscowości Habsburg w Szwajcarii (kanton Argowia). Znana jako gniazdo rodowe Habsburgów. Z dawnego zamku Habsburg do naszych czasów zachował się jedynie zamek zachodni; z zamku wschodniego pozostały ruiny, odsłonięte i zakonserwowane na przełomie lat 70. i 80. XX w. 

## Historia
Badania archeologicznie wykazały, iż teren, na którym znajdował się zamek wschodni, był zamieszkały już w środkowym okresie epoki brązu i w czasach rzymskich. 
Według legendy zamek został założony na wzgórzu Wülpelsberg w latach 1020–1030 przez Radbota i jego brata, Wernera, biskupa Strasburga. Pod koniec XI w. na zachód od dotychczas istniejącego zbudowano nowy zamek. W 1108 budowla po raz pierwszy w swoich dziejach została wymieniona pod nazwą „Havichtsberch” (pol. jastrzębi gród). Otto II, wnuk Radbota nazwał siebie jako „Erster der Familie Graf von Habsburg” (pol. pierwszy z rodu grafów Habsburg).
Warowny gród stał się centrum ówczesnych posiadłości habsburskich. Pierwotny zamek wschodni służył grafom habsburskim jako miejsce mieszkalne, dopóki nie przenieśli się w latach 1220–1230 do nowo powstałej miejscowości Brugg. 
W 1273 graf Rudolf von Habsburg został wybrany na króla Niemiec.

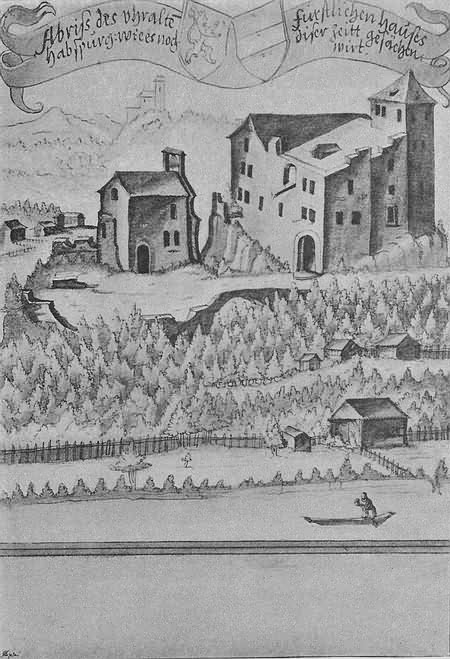
Najstarsze znane, zbliżone do rzeczywistego, wyobrażenie zamku Habsburg (1634)

Rozrost posiadłości Habsburgów sprawił, iż ich dotychczasowy zamek po 1300 stracił swoje polityczne znaczenie. Zamek wschodni po opuszczeniu go przez Habsburgów trafił w ręce możnowładców z Wülpelsberg, a z początkiem XIII w. w ręce możnowładców z Wohlen, którzy w 1371 swoje panowanie rozciągnęli również na zamek zachodni. W 1415 poddali się oni bez walki władzy wolnego miasta Berna, dzięki czemu zachowali swe prawo własności do zamku. W 1420 zamek przeszedł w ręce rodu Grifensee, by w 1457 znaleźć się w posiadaniu miasta Berna. W 1462 zamek trafił w ręce Hansa Arnolda Segessera von Bruneggunda, a od 1469 był w posiadaniu klasztoru Königsfelden. 
Po sekularyzacji klasztoru w 1528 zamek znalazł się pod władzą miasta Berna i mianowanego przezeń zarządcy (Königsfelder Hofmeister). W 1804 roku znalazł się w posiadaniu kantonu Argowia. 
W latach 1978–1983 odkopano i zakonserwowano ruiny zamku wschodniego.
W latach 1994–1995 na terenie zamku przeprowadzono kolejne prace wykopaliskowe.